# 大学申请数学测试
大学申请数学测试（英語：Test of Mathematics for University Admission, TMUA）是一种多用于英国大学的纸质测试，用来评估本科数学课程或数学相关课程所需的数学思维和推理能力。英国的许多大学在数学课程的申请过程中都接受TMUA成绩。 

## 测试内容
TMUA是纸笔测试，时长 2 小时 30 分钟，有两套连续进行的考卷。
卷一：数学思维：有 20 道多项选择题，完卷时间为 75 分钟。该试卷评估考生在不同情境中应用数学知识的能力，考察纯数学的一些核心概念。这些想法包括了A-Level数学课程中的内容：代数、简单函数、数列和级数、坐标几何、三角函数、指数和对数、微分、积分、函数图。此外，学生应掌握GCSE课程的内容。 
卷二：数学推理：有 20 道多项选择题，完卷时间为 75 分钟。第二篇试卷评估考生证明并理解数学论证和猜想的能力，以及处理基本逻辑概念的能力。它要求学生掌握卷一中所考察的概念，也要求学生具备证明和逻辑的基本知识。
考试中不允许使用计算器或字典。